# Westfield Chodov

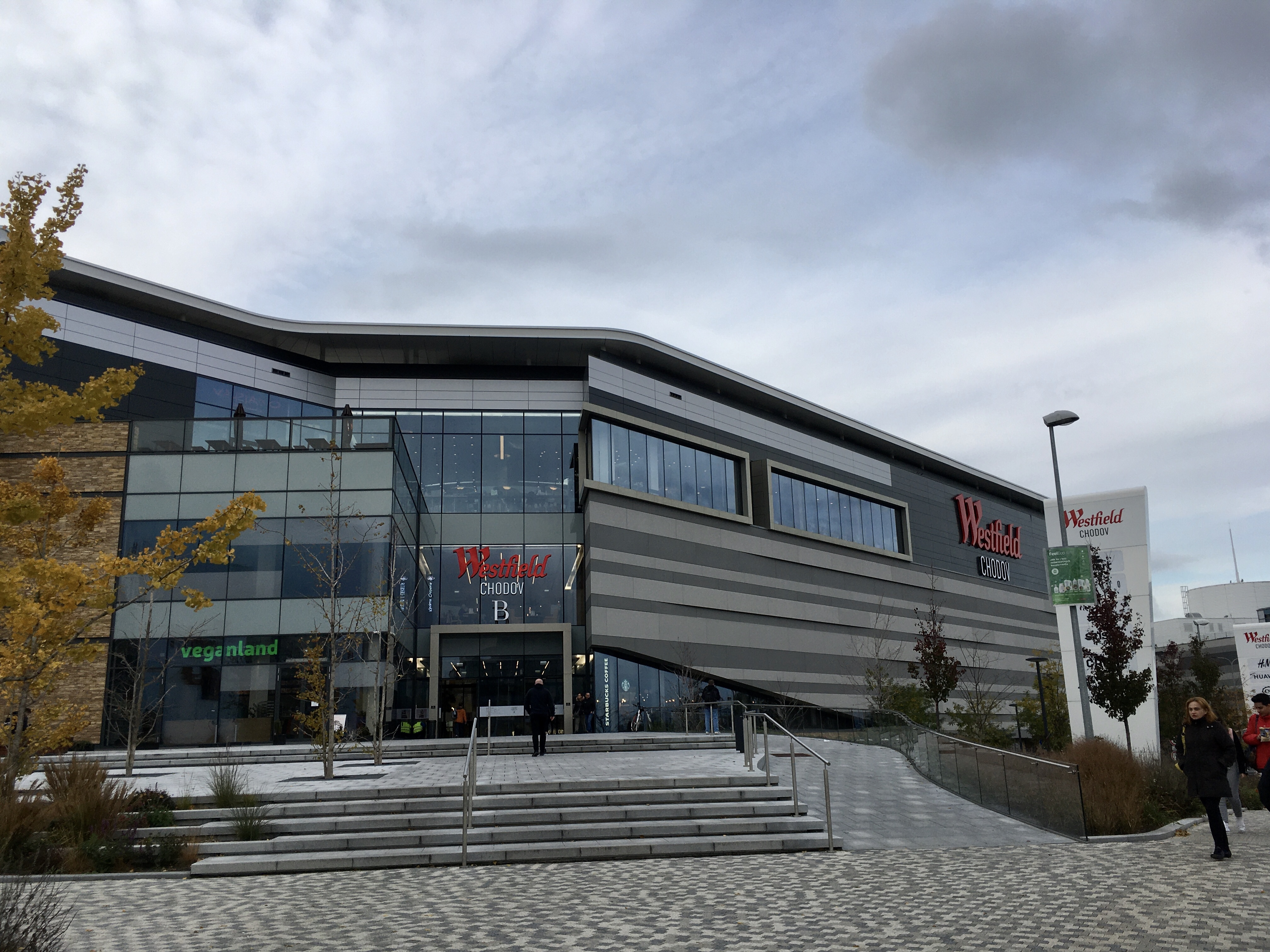
Westfield Chodov – vchod B

Westfield Chodov je, co se počtu obchodů (300) týče, největší nákupní centrum v Česku, dle velikosti obchodní plochy 100 000 m² je ale na druhém místě za OC Letňany. Nachází se v pražské čtvrti Chodov při stanici metra Chodov, mezi ulicemi U Kunratického lesa, Roztylská a dálnicí D1 na Brno. Vlastníkem Westfield Chodov je francouzská firma Unibail-Rodamco-Westfield. Bylo postaveno v roce 2005, k velkému rozšíření došlo v roce 2017. Ročně jím projde 19,2 milionů zákazníků, zaměstnává přibližně 8 000 lidí.

## Historie

### Minulost a plány
Ještě v 50. letech 20. století bylo v oblasti dnešního centra Chodov pole. Po připojení Chodova k Praze v roce 1968 začala výstavba sídliště Jižní Město. Dne 12. července 1971 byla dokončena dálnice D1 a 7. listopadu 1980 byla otevřena stanice metra Budovatelů (dnes Chodov). Vznikl tam nový terminál autobusových linek MHD. Od roku 1979 byla zahájena výstavba přilehlých sídlišť celku Jižní Město II.
V té době také vznikaly první plány na zástavbu této velké plochy, které počítaly např. se stavbou až patnáctipatrových hotelů. Koncem 80. let z těchto plánů ale sešlo a začalo se stavět obchodní centrum Růže (bylo zbouráno v roce 2015). To bylo dokončeno až po revoluci v roce 1991. Současně se začal stavět kulturní dům Devětsil u Roztylské ulice, došlo ale jen k vybudování části základů. Z důvodů změny původní socialistické koncepce a pro nedostatek financí byla stavba brzy zastavena. Až do roku 2004 byla v oblasti dnešního centra kromě těchto základů jenom nezastavěná plocha.

### Výstavba

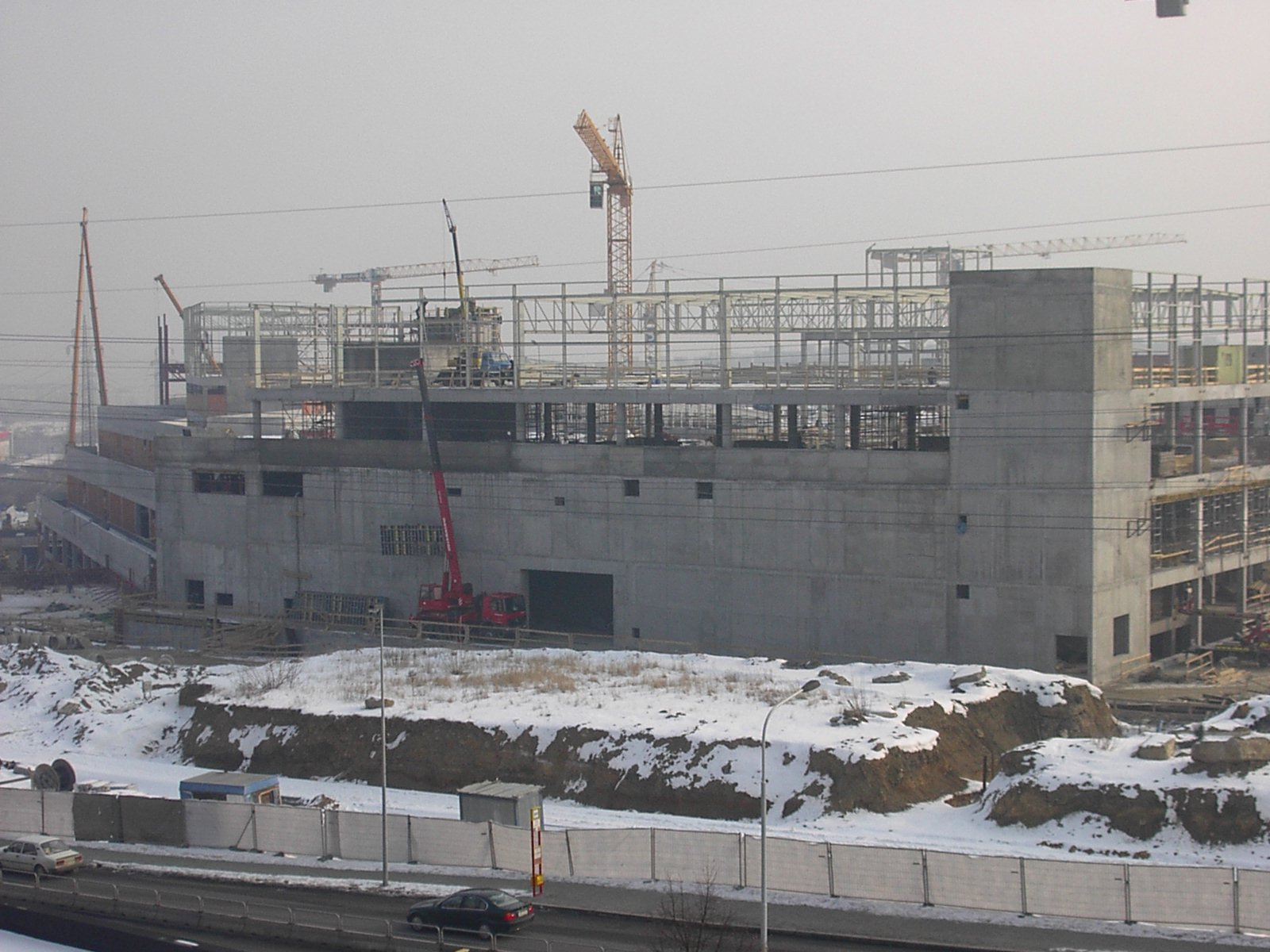
Výstavba Centra Chodov v březnu 2005

Se stavbou se i přes protesty[zdroj?] některých místních občanů započalo v květnu 2004. Probíhala sice relativně rychle, ale zhoršovala životní prostředí v okolí zvýšeným hlukem, špínou a prašností. Často se pracovalo i přes noc. Problémem byly také přeložky chodníků v okolí, které prodlužovaly cestu k metru a za nákupy. Výstavba také zahrnovala celkovou rekonstrukci částí ulic U Kunratického lesa, Roztylská, Pod Chodovem a Brněnská (dálnice D1), která většinou znamenala opravu povrchu komunikací a přípravu odboček k plánovaným parkovištím. Byl vybudován také nový sjezd a nájezd na dálnici D1 (křižovatka s ulicí Pod Chodovem).
Kompletně byly také přestavěny nadzemní části stanice metra Chodov. Staré přístřešky a zázemí pro cestující z roku 1980 byly postupně zlikvidovány a nahrazeny novými výstupy, které odpovídaly vedení hlavních chodníků po dostavbě centra. Přitom ale vzala za své původní výzdoba horního okolí stanice. Symbol stanice metra Chodov – socha budovatele – ale odstraněna nebyla. Prošla jen důkladnou restaurací a v roce 2006 byla ke stanici opět navrácena. Kompletně byla rekonstruována i lávka přes dálnici D1 vedoucí na starý Chodov (ulice K Dubu).
Na vlastní stavbě se podílelo více společností, především firmy Skanska a APB Plzeň. Investorem stavby je nizozemská společnost Unibail-Rodamco, developerem společnost AM Development. Na stavbu byly proinvestovány asi čtyři miliardy korun. Celková plocha byla při dokončení 55 500 m2, výstavba trvala celkem 19 měsíců. Komplex navrhl český architektonický ateliér Obermeyer Helika.

### Otevření 2005
Slavnostní otevření centra proběhlo dne 9. listopadu 2005. Zúčastnili se ho primátor hlavního města Prahy Pavel Bém, tehdejší starostka městské části Praha 11 Marta Šorfová a mnoho dalších. Již od brzkých ranních hodin se před vchody tlačilo velké množství lidí, kteří si chtěli zakoupit zboží z různých akčních nabídek (zejména v Hypernově).

### Rozšíření

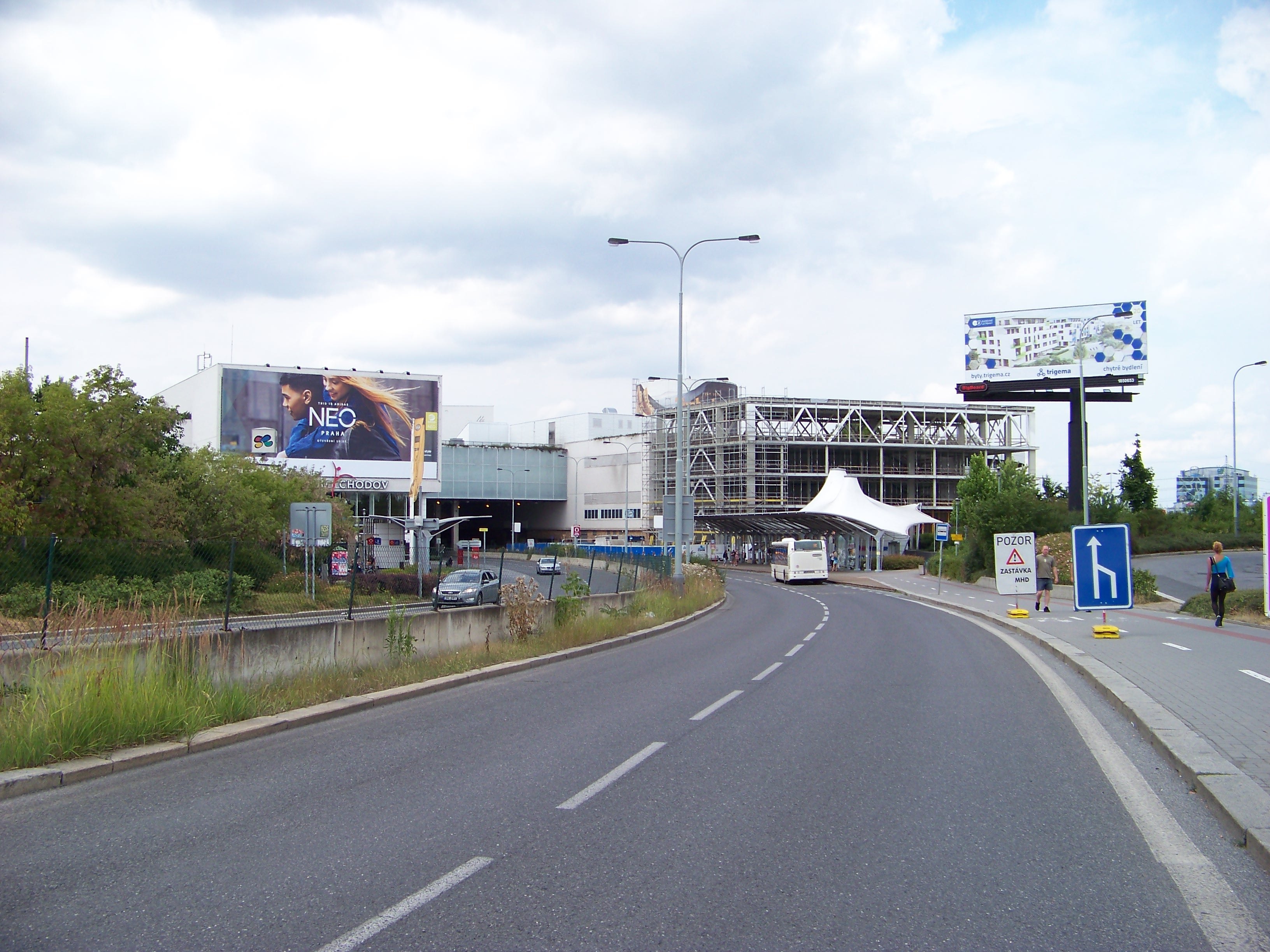
Přístavba nových kanceláří v červenci 2014

V druhé polovině roku 2014 začala stavba kancelářských prostor, kam se přesunula společnost Unibail-Rodamco. Vzniklo také několik maloobchodních prostorů.

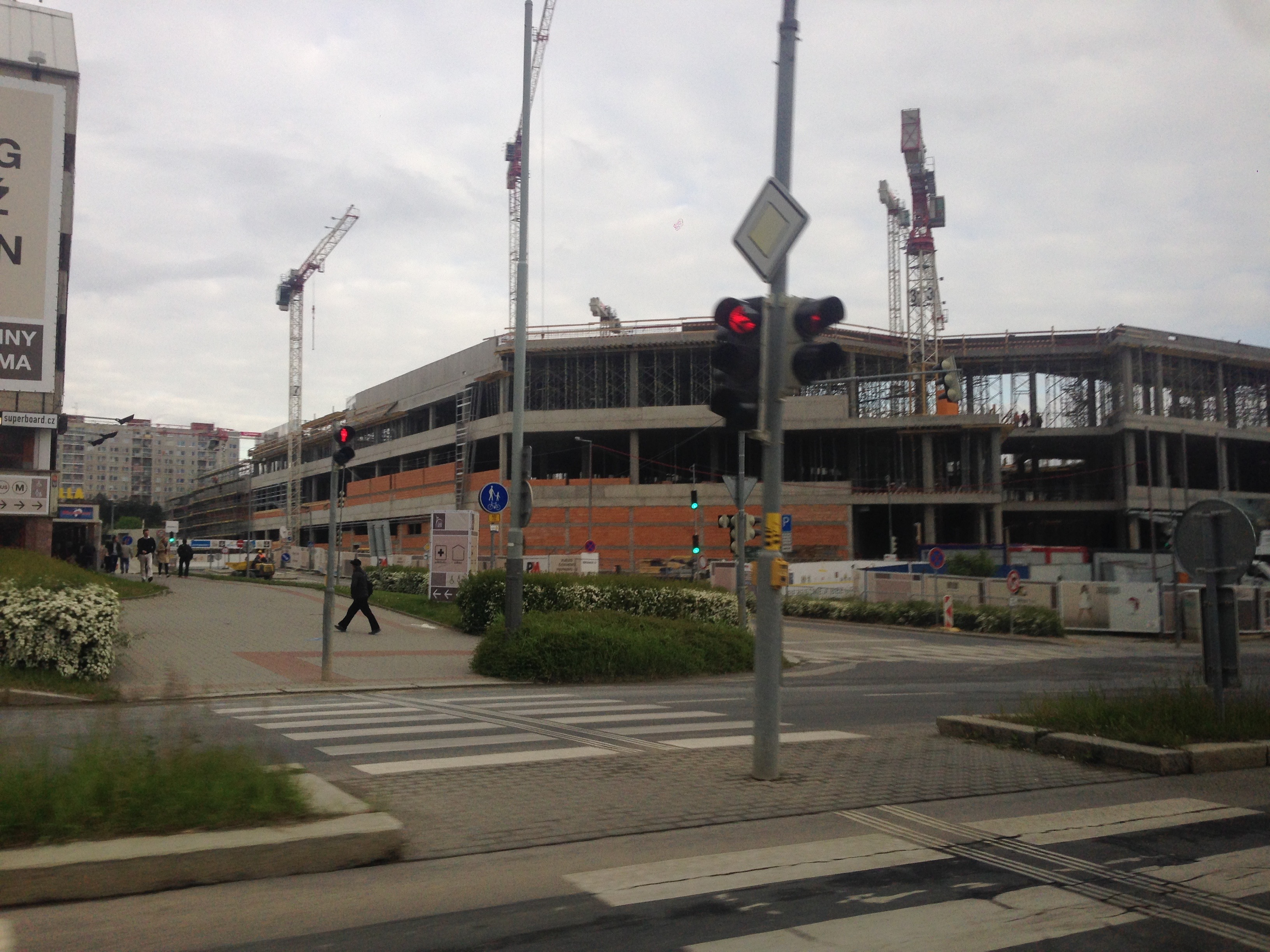
Nová část centra Chodov ve výstavbě, květen 2016

Již od otevření v roce 2005 se počítalo díky úspěchu s dalším rozšířením komplexu, to se odehrálo mezi roky 2015 až 2017. Nejprve začátkem roku 2015 došlo k demolici OC Růže a provizorního parkoviště Centra Chodov, tato plocha byla později zastavěna. V roce 2016 začala výstavba nové části komplexu, zároveň došlo k rekonstrukci stávajícících prostor. Investora Unibail-Rodamco tato rekonstrukce vyšla na 4,4 miliardy korun, jednalo se tak o jednu z největších investic v zemi týkající se maloobchodních projektů.
Dne 11. října 2017 byla otevřena nová část a komplex byl rozšířen přibližně o jednu třetinu. Ke stávajícím 58 600 m² přibylo více než 40 000 m² obchodních ploch, celkově má centrum plochu 102 266 m². Vznikla nová zóna s restauracemi nazvaná „Grand Kitchen", bylo otevřeno nové multikino řetězce Cinema City s celkem 18 sály a plochou 5 783 m², zahrnující také například VIP či 4DX kinosál. Toto otevření vedlo ke zrušení nedalekého kina Cinema City Galaxie (Háje). Dále zde vznikl saunový svět, relaxační zóny, dětské koutky a „The Designer Gallery" prezentující české i zahraniční designové značky. Vzhledově se přístavba od původní stavby liší, je barevnější a má složitější architektonické prvky. V době otevření byly všechny obchody obsazené.
V roce 2017 vyhrálo Centrum Chodov soutěž „Nejlepší z realit – Best of Realty“ v kategorii obchodních domů v Česku.

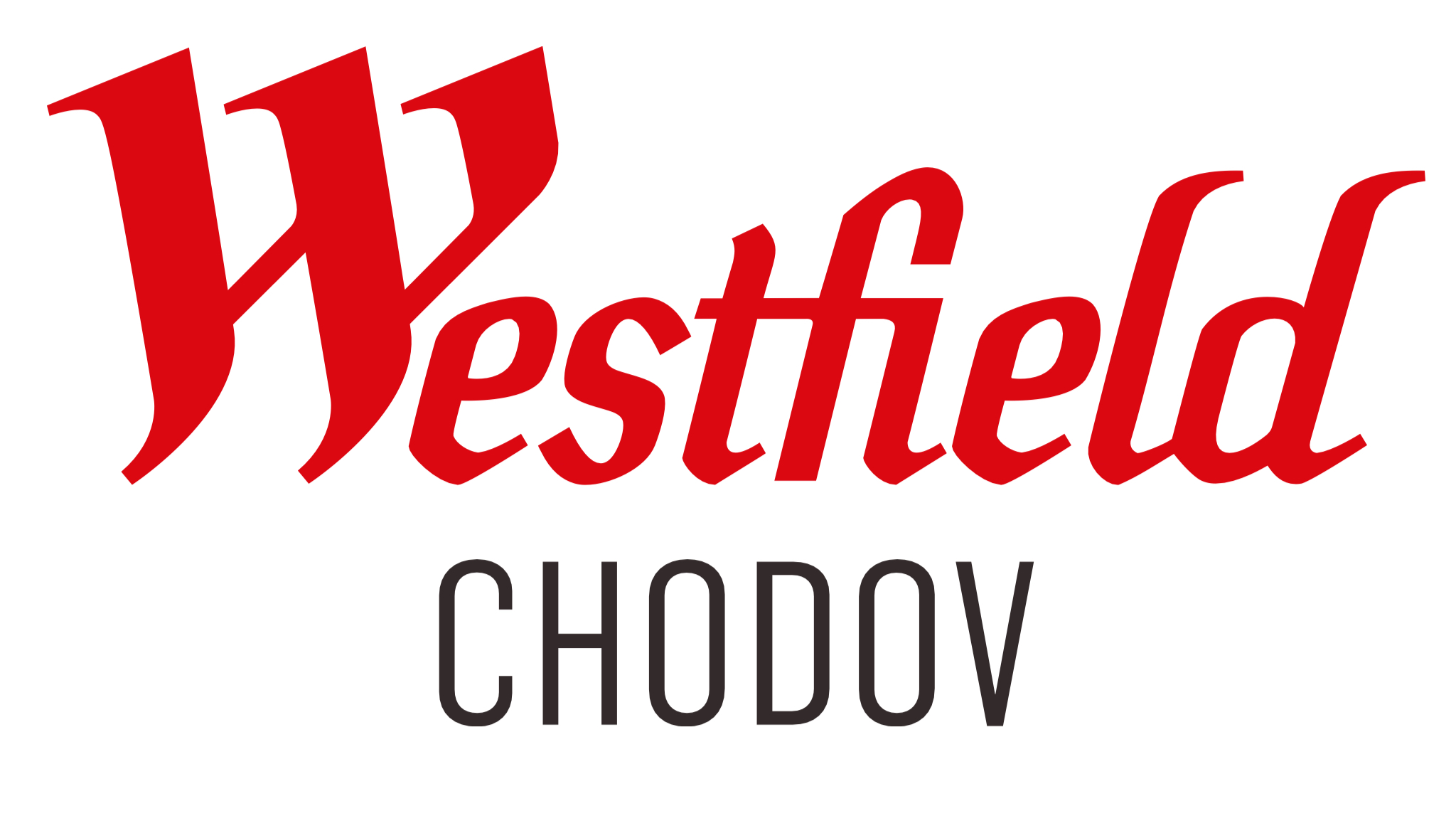
Logo Westfield CHODOV

#### Přejmenování
V roce 2019 bylo Centrum Chodov přejmenováno na Westfield Chodov v rámci uvedení značky Westfield do Evropy, kterou firma Unibail-Rodamco-Westfield koupila.

#### 2020–2022
Podle úvah z roku 2018 mělo dojít v letech 2020 až 2022 k dalšímu rozšíření ve tvaru obdélníkové přístavby. Ta se měla nacházet mezi chodovskou poliklinikou a budovou postavenou v roce 2017. Měla mít dvě podzemní a čtyři nadzemní podlaží. Tato budova se však stavět nezačala.

## Popis

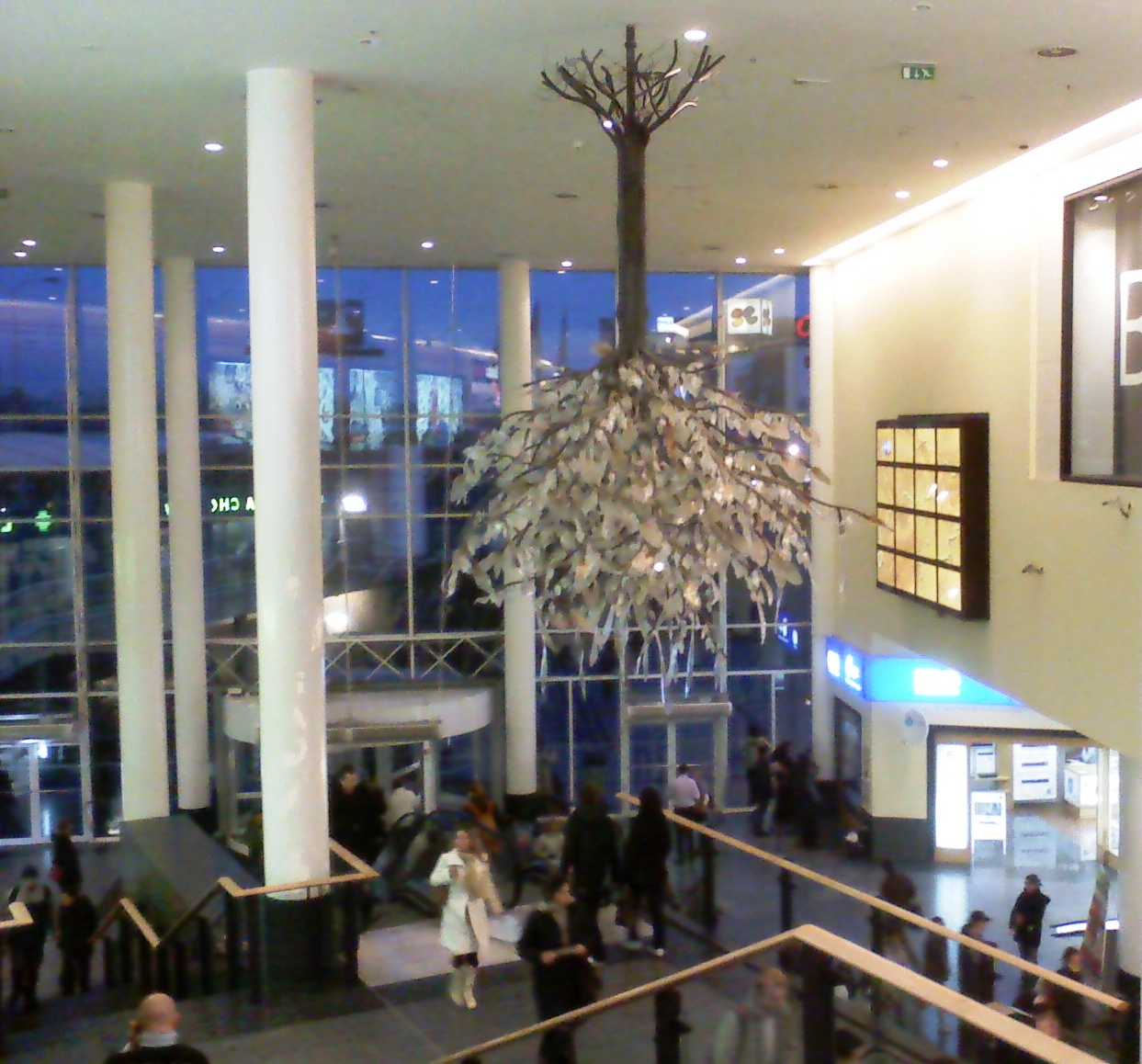
Dekorace Obracený Strom od českého designéra Bořka Šípka

Do rekonstrukce dokončené v roce 2017 centrum připomínalo dva velké betonové kvádry bez oken, s velkou branou pro auta (podjezd Roztylské ulice). V roce 2017 bylo centrum rozšířeno na západní straně. Celkem má budova šest pater (značených −4 až 2), z čehož obchody jsou pouze v podlažích −2, 0 a 1. Patra −4, −3, −2 a −1 slouží jako podzemní parkoviště a 2 patra jsou vyhrazena pro záchytné parkoviště systému P+R s přestupní vazbou na metro C - Chodov (jedno z největších v Praze s kapacitou přes 600 vozů); na střeše (patro 2) se nachází fitcentrum, kavárna, kanceláře centra, strojovny a další parkovací místa. V interiérech obchodní části se často používají různé druhy mramoru a dekorativního kamene.
Patra 0 a 1 jsou rozčleněna na pěší „ulice“, které na sebe navazují na prostranstvích podobných „náměstím“. Zajímavým architektonickým prvkem je například „věžička“ v jižní části centra, která zasahuje do tří pater a za tmy mění barvy. V druhé části centra se nachází monumentální kruhové prostranství, jehož stěny jsou omítnuty efektní cihlovou dekorací. Ze stropu tohoto prostoru visí dlouhé provazy osázené žárovkami.
Zajímavým doplňkem byl v minulosti také například skleněný lustr Obrácený strom ze Skláren Nový Bor, umístěný v části u hypermarketu (patro -2). Jeho autorem je výtvarník Bořek Šípek.

### Služby, obchody

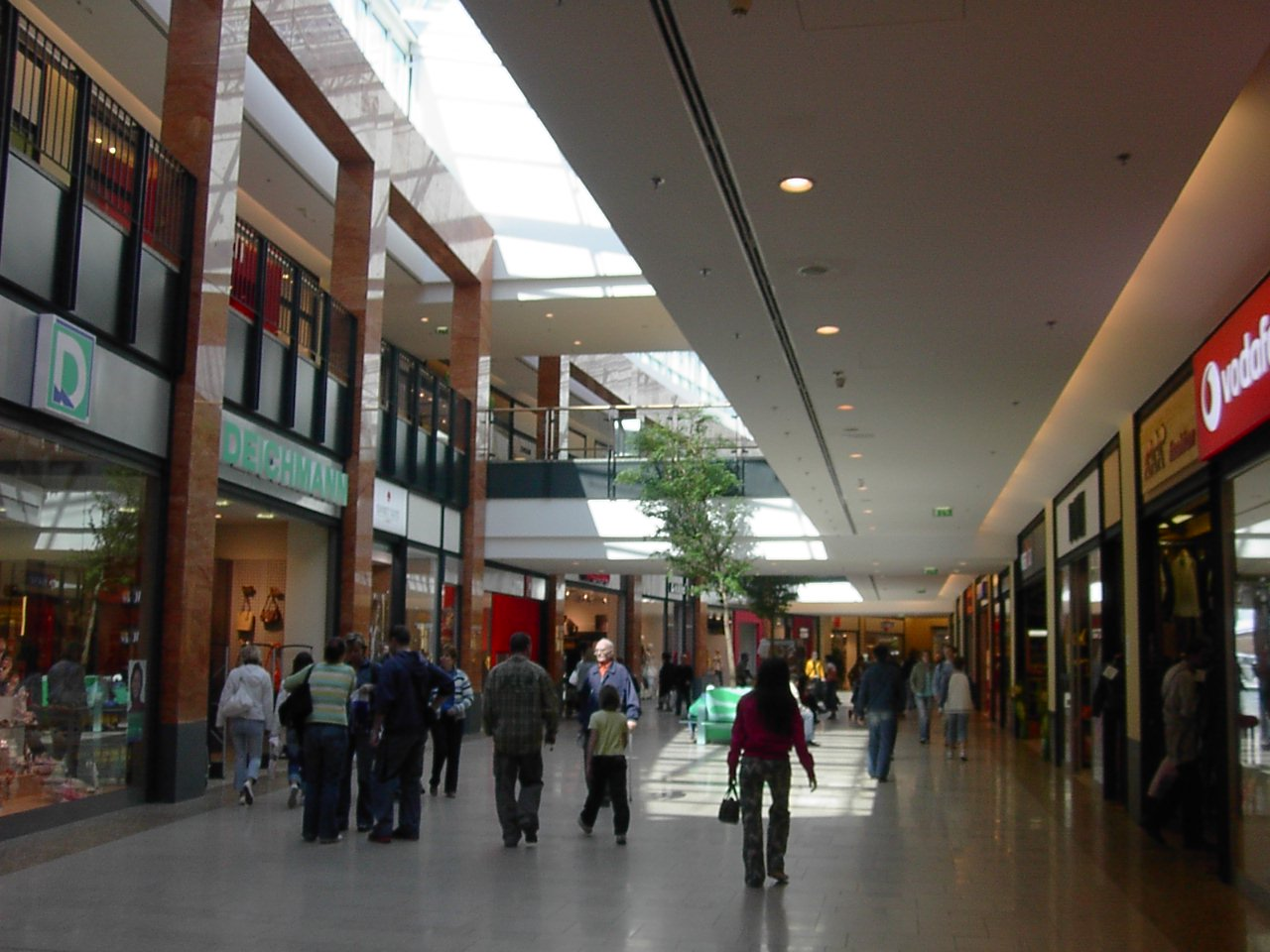
Obchody a původní interiér Centra Chodov (rok 2006)

V celém centru se nachází přes 256 klasických obchodů a 42 restaurací či kaváren a dalších mnoho služeb (2019).
Největší prodejní plochu zaujímá hypermarket Albert ve středu objektu (podlaží −2) s prodejní plochou 13 000 m². Ve Westfield Chodov se dále nacházejí obchody s oblečením (např. Zara, COS, Steve Madden, Gant, GAP, Karl Lagerfeld, Massimo Dutti, Michael Kors, Marks & Spencer, H&M, C&A, Pull & Bear, Bershka, Esprit, Tonak, Tommy Hilfiger, Armani Jeans, Bogner, Hugo Boss, Calvin Klein,...), obchody s elektronikou (Datart, Huawei, iStyle, SAMSUNG, Xiaomi...), parfumerie (Sephora, Douglas), klenoty a hodinky (Klenoty Aurum, Pandora, Swarovski, ALO diamonds, APART, ...) sportovní potřeby (Hervis sports, Adidas, Nike, Helly Hansen, Nebbia, Sportisimo, NordBlanc, A3 sport..), obuv (Baťa, Deichmann, Humanic, Office Shoes, Salamander, Vagabond, Foot Locker, GEOX, Ecco...), péče o tělo (Lékárna Chodov, drogerie DM, Manufaktura, L'Occitane...) hračkářství (Bambule...), knihkupectví Luxor nebo Form Factory.
Kavárny (Starbucks Coffee, Costa Coffee, Café Level, Kavárna Creperie, Page Café,...) a restaurace (Mondieu, Kobe fusion restaurant, Jankovna, The Pub,...) jsou rovnoměrně rozmístěny v různých částech objektu. Provozovny rychlého občerstvení (McDonald's, KFC, Šmak, Pizza Hut, Running sushi, Spicymama, Fine Poke nebo Světozor Hájek) mají vyhrazenou plochu v 1. až 2. patře jihozápadní části centra. Před rekonstrukcí 2017 se nacházela tato zóna v 1. patře severní části budovy s výhledem na D1 a starý Chodov.
Nabídku služeb doplňuje pobočka České pošty, opravna obuvi, prodej tabáku a novin, výroba klíčů, kadeřnictví, květinářství, čajovna, fotolab, optika, pojišťovna, banky a cestovní kanceláře.

## Dopravní dostupnost
Westfield Chodov je dostupný stanicí Chodov pražské linky metra C. Na ulici Roztylská se nachází velká autobusová zastávka Chodov s autobusovými linkami 115, 135, 126, 177 a 197(k srpnu 2024). Leží vedle české dálnice D1 vedoucí do centra Prahy a do Brna a Ostravy. Pod Westfield Chodov se nachází tři patra podzemních parkovišť, ve kterých se nachází 2 667 parkovacích míst (včetně P+R).

## Fotogalerie

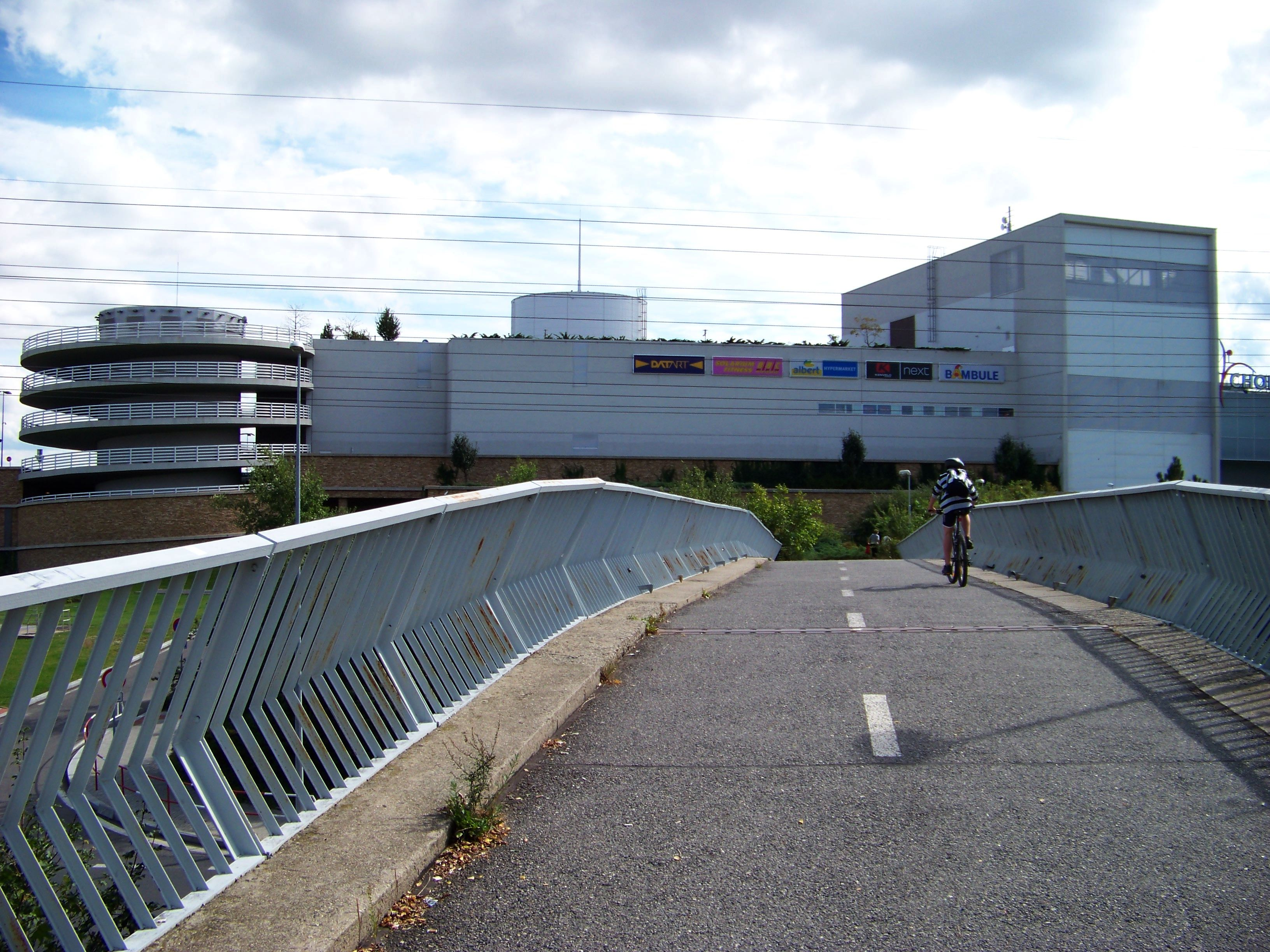
Centrum z lávky přes ulici Pod Chodovem v roce 2011
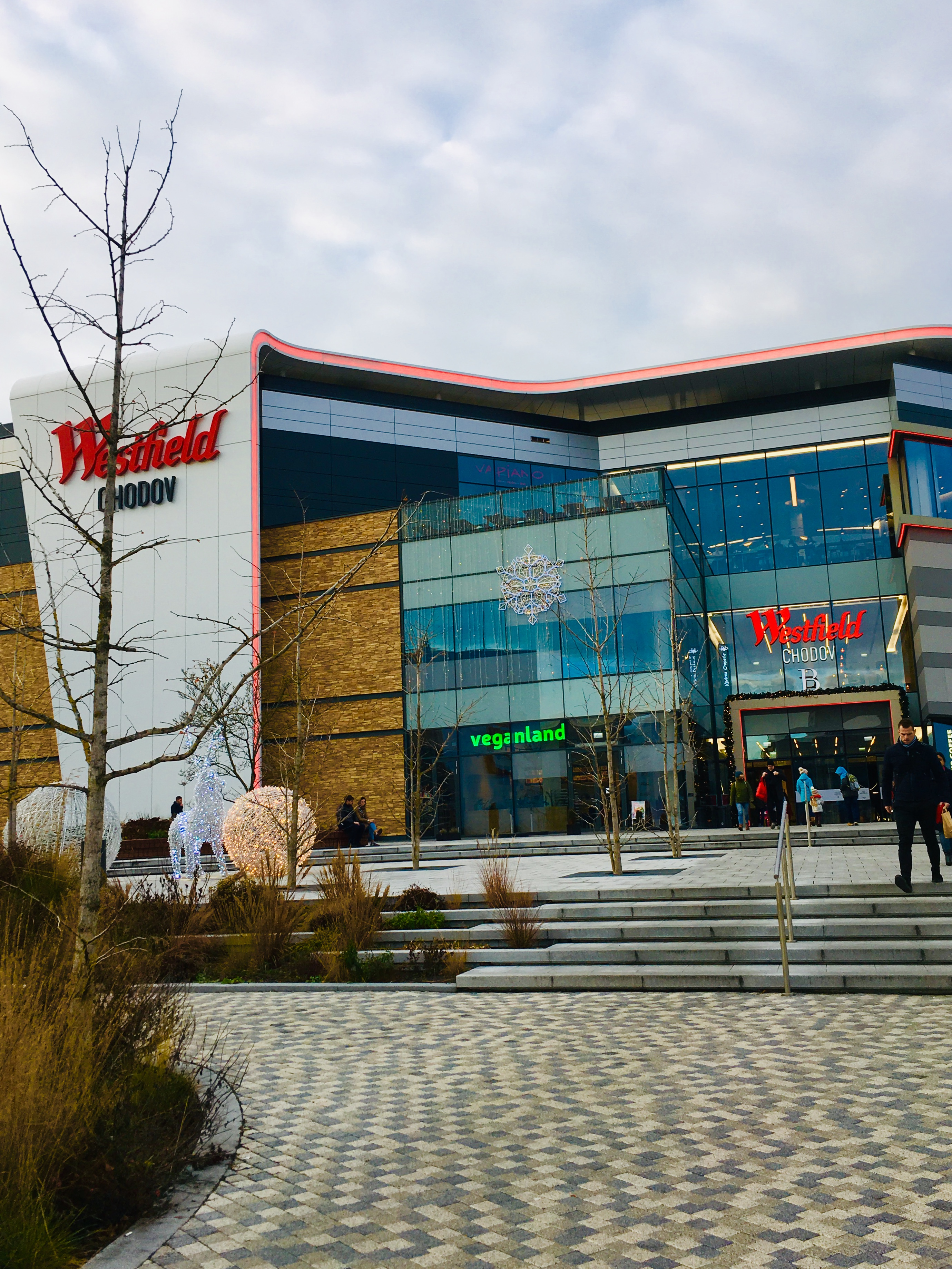
Vánoce 2019 ve Westfield Chodov
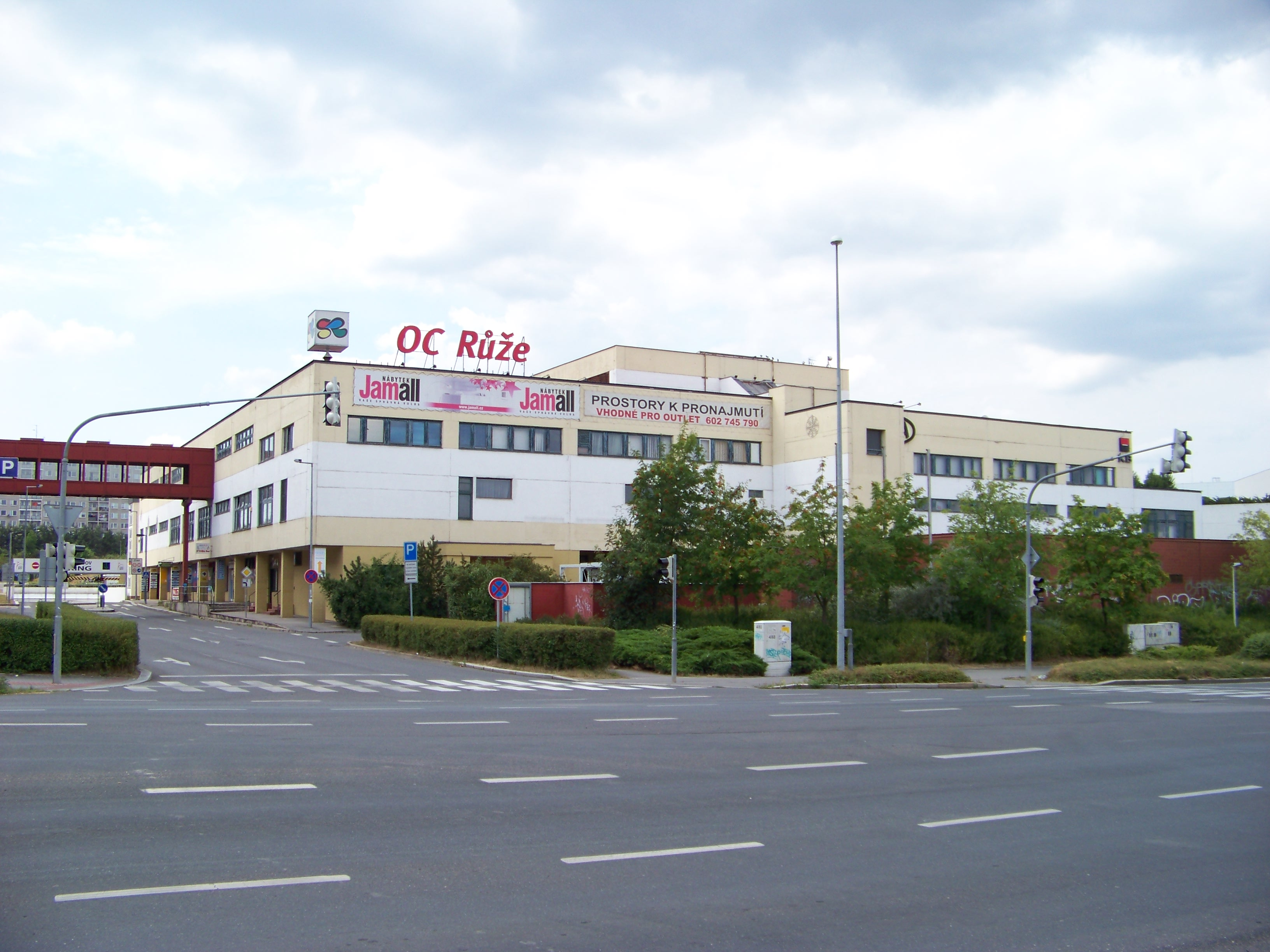
Bývalé OC Růže, které bylo zdemolováno na úkor obchodního centra
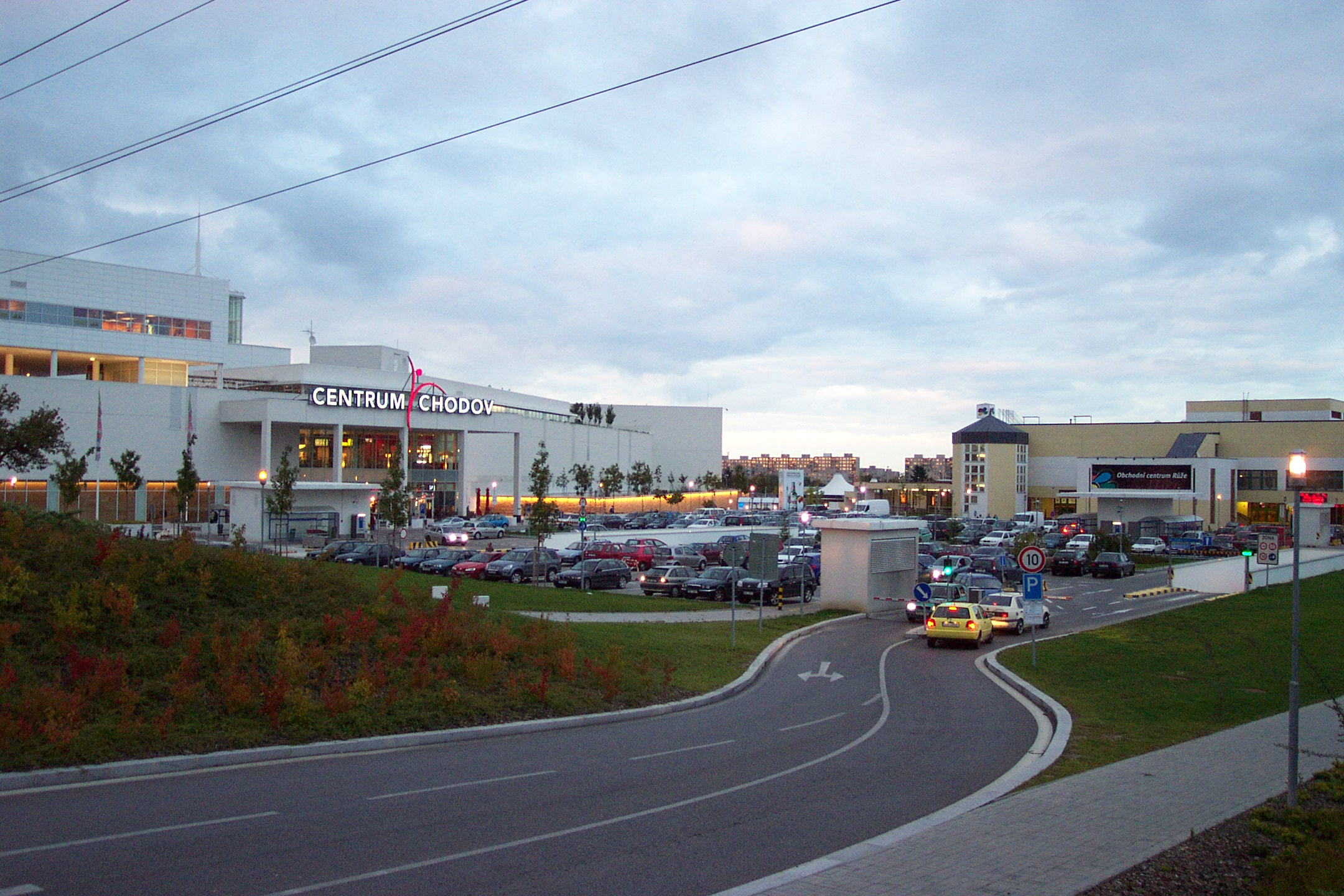
Původní parkoviště před již neexistujícím vstupem do Westfield Chodov
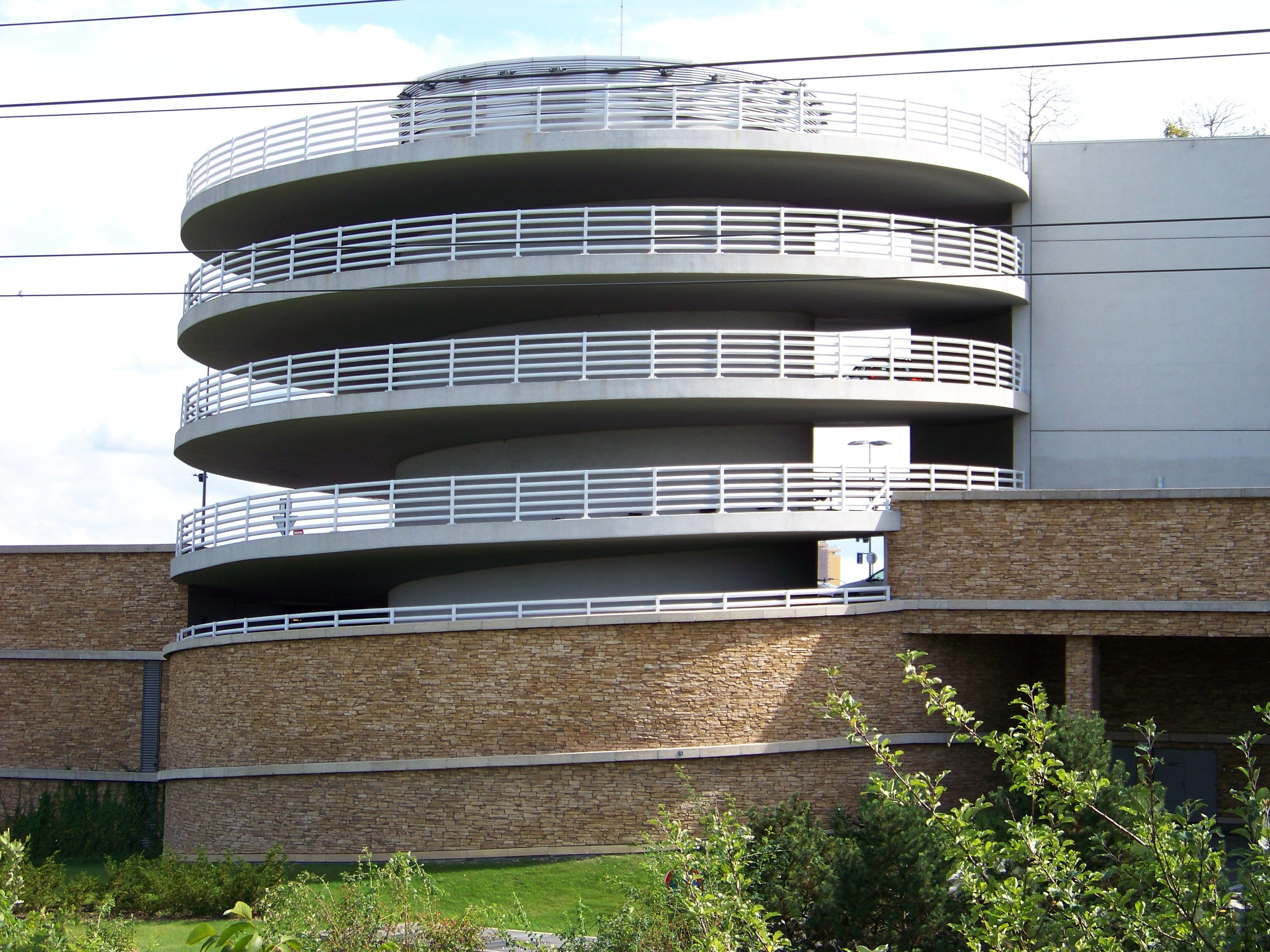
Vjezd na střešní parkoviště
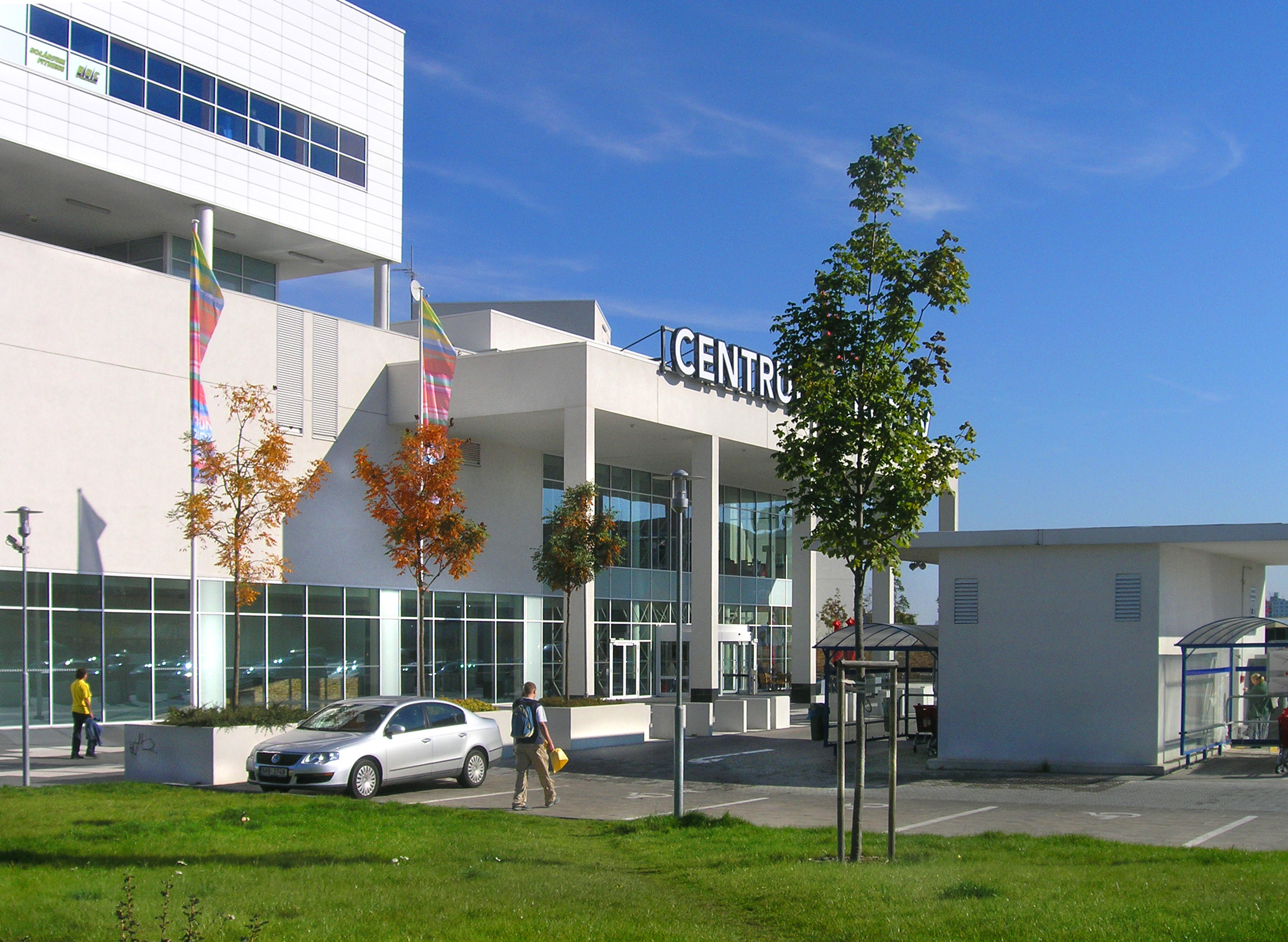
Původní vstup do Centra Chodov
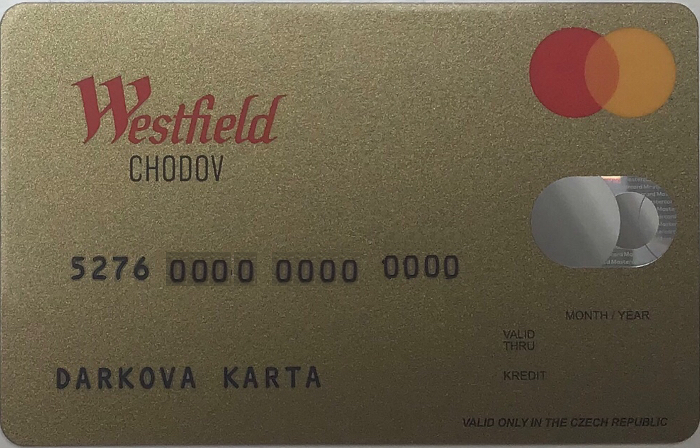
Dárková karta Westfield chodov